# Campionatul European de Fotbal 1968
Campionatul European de Fotbal 1968 a fost al treilea Campionat European de Fotbal, care s-a desfășurat între 5 și 10 iunie 1968 în Italia.
Campionatul din 1968 s-a numit pentru prima dată Campionat European, în timp ce jocurile dintre 1960 și 1964 se numeau Cupa Națiunilor Europene.

## Stadioane
| \| Florența Roma Napoli \| |                    |
| Roma                       | Napoli             |
| Stadio Olimpico            | Stadio San Paolo   |
| Capacitate: 86.500         | Capacitate: 72.800 |
|                            |                    |
| Florența                   |                    |
| Stadio Comunale            |                    |
| Capacitate: 47.000         |                    |
|                            |                    |
| Florența Roma Napoli       |                    |

## Preliminarii

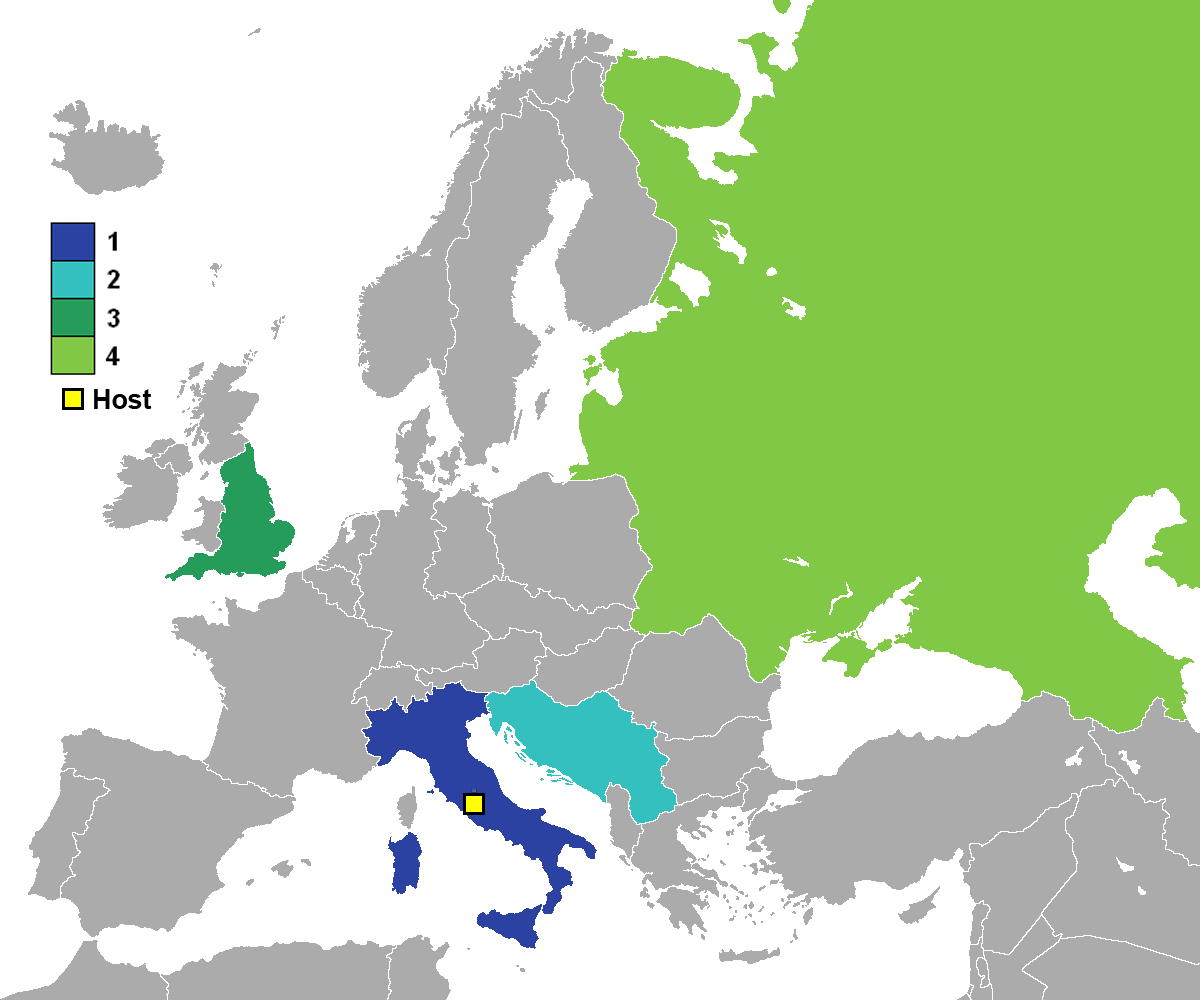
Finalistele Campionatului European de Fotbal 1960.

Calificările competiției s-au jucat în două stagii: faza grupelor (a avut loc între 1966 și 1968) și sferturile de finală (jucate în 1968). Au fost opt grupe cu câte 4 echipe fiecare în afară de grupa 4 care avea numai trei echipe. Meciurile s-au jucat tur-retur. Victoriile valorau 2 puncte, egalul 1 punct, iar înfrângerea 0 puncte. Numai câștigătoarele grupelor se calificau în sferturile de finală. Sferturile de finală se jucau tur-retur. Câștigătoarele sferturilor de finală ajungeau la turneul final.

## Participanți
- Anglia (prima prezență)
- Italia (prima prezență)
- Uniunea Sovietică
- Iugoslavia

## Turneul final

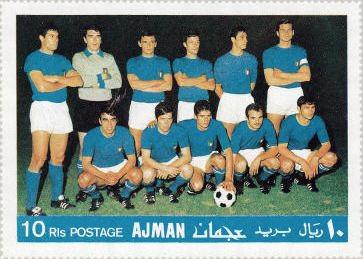
Echipa italiană comemorată pe un timbru din 1968

Toate orele sunt CET/UTC+1
|  | Semifinale                           | Semifinale                           |       |                                  | Finala                                              | Finala |  |
|  |                                      |                                      |       |                                  |                                                     |        |  |
|  | 5 iunie – Napoli (Stadio San Paolo)  |                                      |       |                                  |                                                     |        |  |
|  | Uniunea Sovietică                    | 0                                    |       |                                  |                                                     |        |  |
|  | Italia (Aruncarea cu banul)          | 0                                    |       |                                  |                                                     |        |  |
|  |                                      |                                      |       |                                  |                                                     |        |  |
|  |                                      |                                      |       |                                  | 8 iunie – Roma (Stadio Olimpico) (rejucat 10 iunie) |        |  |
|  |                                      |                                      |       |                                  | Italia                                              | 2 (1)  |  |
|  |                                      | Iugoslavia                           | 0 (1) |                                  |                                                     |        |  |
|  |                                      |                                      |       |                                  |                                                     |        |  |
|  |                                      |                                      |       |                                  |                                                     |        |  |
|  |                                      |                                      |       |                                  | Finala mică                                         |        |  |
|  | 5 iunie – Florența (Stadio Comunale) | 5 iunie – Florența (Stadio Comunale) |       | 8 iunie – Roma (Stadio Olimpico) | 8 iunie – Roma (Stadio Olimpico)                    |        |  |
|  | Anglia                               | 0                                    |       | Anglia                           | 2                                                   |        |  |
|  | Iugoslavia                           | 1                                    |       |                                  | Uniunea Sovietică                                   | 0      |  |

### Semifinale
| Italia | 0 – 0 (a.e.t.) | Uniunea Sovietică |
| ------ | -------------- | ----------------- |
|        | Raport         |                   |

| Iugoslavia | 1 – 0  | Anglia |
| ---------- | ------ | ------ |
| Džajić 87' | Raport |        |

### Finala mică
| Anglia                 | 2 – 0  | Uniunea Sovietică |
| ---------------------- | ------ | ----------------- |
| Charlton 39' Hurst 63' | Raport |                   |

### Finala
| Italia         | 1 – 1 (a.e.t.) | Iugoslavia |
| -------------- | -------------- | ---------- |
| Domenghini 80' | Raport         | Džajić 32' |

#### Rejucarea finalei
| Italia                | 2 – 0  | Iugoslavia |
| --------------------- | ------ | ---------- |
| Riva 12' Anastasi 31' | Raport |            |

## Marcatori
2 goluri
- Dragan Džajić

1 gol
- Luigi Riva
- Angelo Domenghini
- Pietro Anastasi
- Geoff Hurst
- Bobby Charlton

### Cel mai rapid gol
12 minute: Luigi Riva (Italia vs Iugoslavia, Rejucare)

### Premii
Echipa UEFA a Turneului
| Portar    | Fundași            | Mijlocași         | Atacanți      |
| Dino Zoff | Mirsad Fazlagić    | Ivan Osim         | Geoff Hurst   |
|           | Giacinto Facchetti | Sandro Mazzola    | Luigi Riva    |
|           | Albert Shesternyov | Angelo Domenghini | Dragan Džajić |
|           | Bobby Moore        |                   |               |